# Aeroportul Cowley
Aeroportul Cowley (IATA: YYM, ICAO: CYYM) este un aeroport din Alberta, Canada. Aeroportul a fost tranzitat în 2013 de 0 pasageri.
Situat la o altitudine de 1.181 m, aeroportul dispune de o singură pistă.